# Springfield (contea di Bucks)
Springfield  è una township degli Stati Uniti d'America, nella contea di Bucks nello Stato della Pennsylvania. Secondo il censimento del 2010 la popolazione è di 5.035 abitanti.

## Società

### Evoluzione demografica
La composizione etnica vede una maggioranza di quella bianca (98,61%), seguita dagli asiatici (0,60%) dati del 2000.
| township di Springfield Popolazione |       |
| 2000                                | 4.963 |
| 2010                                | 5.035 |